# Anatolij Babkou
Anatolij Kanstancinawicz Babkou (biał. Анатолій Канстанцінавіч Бабкоў, ros. Анатолий Константинович Бобков, Anatolij Konstantinowicz Bobkow; ur. 10 września 1947 w Birczy w rejonie bobrujskim) – białoruski oficer milicji, sędzia śledczy i polityk, deputowany do Rady Najwyższej Republiki Białorusi XIII kadencji, w latach 1996–2004 deputowany do Izby Reprezentantów Zgromadzenia Narodowego Republiki Białorusi I i II kadencji.

## Życiorys

### Młodość i praca
Urodził się 10 września 1947 roku we wsi Bircza, w rejonie bobrujskim obwodu bobrujskiego Białoruskiej SRR, ZSRR. W 1983 roku ukończył Białoruską Państwową Akademię Gospodarstwa Wiejskiego, uzyskując wykształcenie ekonomisty, w 1990 roku – Mińską Wyższą Szkołę Ministerstwa Spraw Wewnętrznych ZSRR, uzyskując wykształcenie prawnika. Posiada stopień pułkownika milicji.
Pracę rozpoczął jako ślusarz w bazie samochodowej miasta Bobrujska. Odbył służbę w szeregach Sił Zbrojnych ZSRR. W latach 1971–1985 pracował jako inspektor, starszy inspektor w Wydziale do Walki z Kradzieżą Własności Socjalistycznej, starszy śledczy Wydziału Spraw Wewnętrznych Bobrujskiego Rejonowego Komitetu Wykonawczego. W latach 1985–1996 był sędzią śledczym, starszym sędzią śledczym, kierownikiem Wydziału Śledczego Ministerstwa Spraw Wewnętrznych Białoruskiej SRR w rejonach bobrujskim, hłuskim i kirowskim; kierownikiem biura śledczego, zastępcą kierownika, kierownikiem Wydziału Spraw Wewnętrznych Bobrujskiego Rejonowego Komitetu Wykonawczego.

### Działalność parlamentarna
W drugiej turze uzupełniających wyborów parlamentarnych 10 grudnia 1995 roku został wybrany na deputowanego do Rady Najwyższej Republiki Białorusi XIII kadencji z Bobrujskiego Wiejskiego Okręgu Wyborczego Nr 161. 19 grudnia 1995 roku został zarejestrowany przez centralną komisję wyborczą, a 9 stycznia 1996 roku zaprzysiężony na deputowanego. Od 23 stycznia pełnił w Radzie Najwyższej funkcję członka Stałej Komisji ds. Praw Człowieka, Kwestii Narodowościowych, Środków Masowego Przekazu, Kontaktu ze Zjednoczeniami Społecznymi i Organizacjami Religijnymi. Był bezpartyjny, nie należał do żadnej z frakcji parlamentarnych. Od 3 czerwca był członkiem grupy roboczej Rady Najwyższej ds. współpracy z parlamentem Republiki Litewskiej. Poparł dokonaną przez prezydenta Alaksandra Łukaszenkę kontrowersyjną i częściowo nieuznaną międzynarodowo zmianę konstytucji. 27 listopada 1996 roku przestał uczestniczyć w pracach Rady Najwyższej i wszedł w skład utworzonej przez prezydenta Izby Reprezentantów Zgromadzenia Narodowego Republiki Białorusi I kadencji. Pełnił w niej funkcję członka Komisji Praw Człowieka i Stosunków Narodowościowych, a następnie przewodniczącego Komisji ds. Prawodawstwa i członka Rady Izby Reprezentantów. Zgodnie z Konstytucją Białorusi z 1994 roku jego mandat deputowanego do Rady Najwyższej zakończył się 9 stycznia 2001 roku; kolejne wybory do tego organu jednak nigdy się nie odbyły.
21 listopada 2000 roku został deputowanym do Izby Reprezentantów II kadencji z Bobrujskiego Okręgu Wyborczego Nr 65. Pełnił w niej funkcję członka Stałej Komisji ds. Bezpieczeństwa Narodowego. Wchodził w skład zjednoczenia deputackiego „Za Związek Ukrainy, Białorusi i Rosji” oraz grupy deputackiej „Jedność”. Jego kadencja w Izbie Reprezentantów zakończyła się 16 listopada 2004 roku.

## Odznaczenia
- Medal „Za nienaganną służbę” I klasy (ZSRR);
- Medal „Za nienaganną służbę” II klasy (ZSRR);
- Medal „Za nienaganną służbę” III klasy (ZSRR)[2].

## Życie prywatne
Anatolij Babkou jest żonaty, ma córkę.